# Tak: Mojo Mistake
Tak: Mojo Mistake est un jeu vidéo de plates-formes développé par Altron et édité par THQ, sorti en 2008 sur Nintendo DS.

## Accueil
- IGN : 7,3/10[1]